# Nikolay Grebnyev
Nikolay Grebnyev (11 de septiembre de 1948) es un atleta soviético retirado, especializado en la prueba de lanzamiento de jabalina, en la que consiguió ser subcampeón europeo en 1978.

## Carrera deportiva
En el Campeonato Europeo de Atletismo de 1978 ganó la medalla de plata en el lanzamiento de jabalina, con una marca de 87.82 metros, superando al alemán Wolfgang Hanisch (bronce con 87.66 m) y por detrás del alemán Michael Wessing (oro con 89.12 m).
También destacan en su palmarés las medallas de oro conseguidas en la 5ª y 6ª ediciones de la Copa de Europa de la Naciones de Atletismo disputadas en 1975 y 1977 en Niza y Helsinki, respectivamente.